# Familia Regală a României
A nu se confunda cu Casa Majestății Sale Regelui României.
A nu se confunda cu Familia Regală (serial TV).
Familia Regală a României sau Dinastia Română (numită uneori și „Casa Regală a României”, însă denumirea generează confuzii) este o instituție regală ce desfășoară, în numele României, activități publice de reprezentare a națiunii. Ea este formată din membri anume desemnați ai familiei Reginei, în succesiunea lor dinastică. Activitățile de reprezentare a națiunii au loc cu respectarea prevederilor unui document juridic special, intern, numit Statut al Familiei (în prezent, documentul poartă denumirea oficială de Normele Fundamentale ale Familiei Regale a României).
Familia Regală a României coboară, în linie genealogică directă, din Familia Imperială de Hohenzollern-Sigmaringen (ramura șvabă a familiei din care făcea parte cel mai recent împărat al Germaniei, Wilhelm al II-lea) și este înrudită cu toate marile familii regale europene: Britanică (dinastia de Windsor), a Spaniei, a Danemarcei, a Greciei, a Franței (Bourbon) și Familia Imperială a Rusiei (Romanov).

## Confuzii legate de termenii „familia regală”, „casa regală” și „curtea regală”
Privind termenul „familia regală”, este necesar să se facă distincția între:
- Familia Regală a României (numită și „Casa Regală a României”, uneori cu referire la Dinastia Română, în desfășurarea ei istorică), care este o instituție, o comunitate de familie definită juridic
- familia biologică (extinsă) a Regelui, care cuprinde și membri apropiați, dar non-dinaști (care nu sunt cuprinși în linia de succesiune la Tronul României) și alte rude mai îndepărtate

Familia Regală a României, cu sensul de instituție, este definită juridic prin documentul numit Normele Fundamentale ale Familiei Regale a României (Statutul).
Contrar percepției populare, simpla înrudire cu Regele (de sânge sau prin căsătorie) nu este suficientă pentru ca o persoană să fie membră a acestei instituții. Pe lângă condiția înrudirii, trebuie ca persoanei în cauză să îi fie acordat titlul regal de către Șeful Familiei (sau să nu-și fi pierdut, în mod expres, o calitate dobândită prin naștere) și să respecte prevederile Statutului.
Privind termenul „casa regală”, este necesar să nu se confunde:
- Casa Regală a României (sinonim cu sensul de Familie Regală domnitoare, cel de instituție sau dinastie desfășurată istoric)
- Casa Majestății Sale Regelui României, care reprezintă aparatul administrativ, civil și militar (angajați ai Statului sau ai Familiei), care îl sprijină pe Suveran
- casa Regelui, cu sensul fizic de clădire, de reședință regală

Termenul tradițional de „curte regală” are, ca și metonimul „palat”, un sens larg și foarte ambiguu, putându-se referi, în funcție de context, la:
- familia regală (în ambele sensuri menționate)
- Casa Majestății Sale Regelui României
- totalitatea persoanelor de rang înalt, miniștri, diplomați, etc. care au legătură directă cu Suveranul și sunt primiți frecvent de el
- reședințele regale

## Istoric
Familia Regală a României a fost întemeiată de Carol de Hohenzollern-Sigmaringen, care a devenit la 10 mai 1866 domnitorul Principatelor Unite ale Moldovei și Valahiei, iar în 1881, după dobândirea independenței statale, primul rege al României, schimbare consfințită prin amendarea constituției.
Țara a devenit „Republică Populară” la 30 decembrie 1947, în urma unei lovituri de stat comuniste în cursul căreia Regele Mihai I a fost forțat să semneze un act de abdicare și apoi să părăsească țara împreună cu restul familiei sale.
Două dintre fiicele Regelui Mihai, AALLRR Principesele Margareta și Sofia au venit pentru prima dată în România pe 18 ianuarie 1990 (imediat după Revoluția Română), oferind ajutoare de urgență și începând campania de redresare și modernizare a unor instituții sociale (orfelinate).
Familia Regală a dorit să viziteze necropola regală de la Curtea de Argeș cu ocazia Crăciunului 1990. Deși Regelui, Reginei și Principeselor li s-a permis inițial intrarea pe teritoriul României, la Aeroportul Otopeni, ei au fost apoi opriți pe autostrada București - Pitești și expulzați forțat, într-o operațiune polițienească care a stârnit indignarea mediilor românești și internaționale.
În luna aprilie 1992, cu prilejul sărbătorilor de Paști, autoritățile postdecembriste au permis Regelui, Reginei și altor membri ai Familiei Regale să efectueze o vizită de două zile în țară, la invitația ÎPS Pimen, arhiepiscop al Sucevei și Rădăuților. Prezența entuziastă, cu mare simpatie, a peste un milion de oameni pe străzile Capitalei a înspăimântat autoritățile, care nu au mai permis revenirea Regelui până în 1997.
M.S. Regina Ana a României a putut vizita țara înainte de anul 1997, când Statul Român, prin guvernul condus de Victor Ciorbea, a desființat decretele comuniste abuzive - prin care Regelui i se luau „cetățenia și naționalitatea[sic] române” - și a redat Regelui acte de identitate românești.
M.S. Regele Mihai I și-a putut restabili definitiv domiciliul în România abia în anul 2001.

## În căutarea unui principe
În 1866 Alexandru Ioan Cuza, principele Moldovei și al Munteniei, a fost înlăturat de la tron printr-un complot pus la cale de partidele vremii. Puterile europene au recunoscut Unirea Principatelor din 1859 doar pe durata domniei lui Cuza, de aceea în 1866 s-a pornit o activitate diplomatică deosebită pentru aducerea unui prinț străin. Însuși domnitorul Cuza afirma : Eu voiesc să fie bine știut că niciodată persoana mea nu va fi nici o împiedicare la orice eveniment care ar permite de a consolida edificiul public la a cărei așezare am fost fericit a contribui. Instaurarea unei  dinastii străine era dorită din următoarele motive: menținerea și consolidarea statutului național, creșterea prestigiului european, întărirea autonomiei și, nu în ultimul rând,  încetarea luptelor pentru domnie atât de acerbe, care măcinaseră de veacuri viața politică a românilor. După o perioadă de căutări și după ce contele de Flandra a respins propunerea delegației românești, la inițiativa lui Napoleon al III-lea, Ion C. Brătianu pleacă în Germania la Düsseldorf. Aici, Carol, fiul principelui Carol Anton de Hohenzollern, acceptă propunerea, un mare rol având și doamna Hortense Cornu (prietena lui Napoleon al III-lea), care făcuse deja demersuri asupra lui Carol. Alegerea lui Carol ca prinț domnitor în România era așadar sprijinită de Franța, prin Napoleon al III-lea, dar și de Prusia, (Bismarck). Este de menționat faptul că bunica prințului, marea ducesă Ștefania de Baden, fusese înfiată de Napoleon Bonaparte.

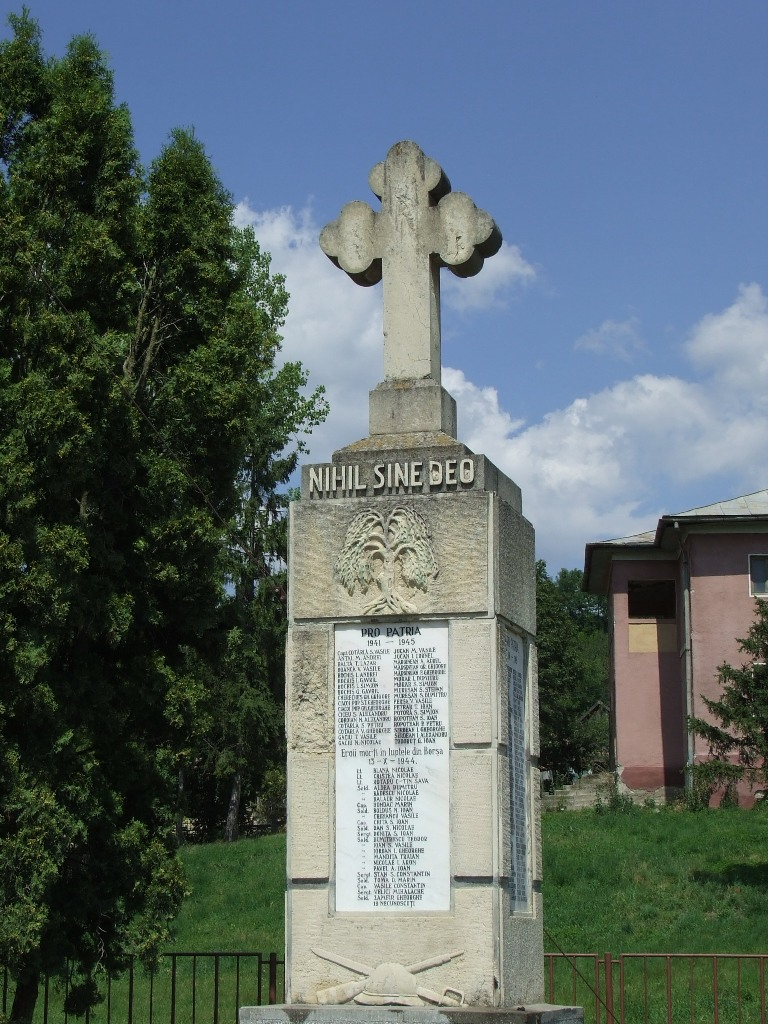
Nihil Sine Deo, pe un monument ridicat în Borșa, județul Cluj

## Originile dinastiei române
Reședința familiei de Hohenzollern-Sigmaringen se află în orașul Sigmaringen, în apropierea munților Pădurea Neagră, nu departe de locul de unde izvorăște Dunărea. Dinastia de Hohenzollern a dat numeroase personalități istoriei medievale și moderne europene, cel mai de seamă fiind Wilhelm I, rege al Prusiei apoi împărat al Germaniei. Din ramura Hohenzollern-Sigmaringen se trage și Dinastia Regală a României : Carol I, Ferdinand I, Carol al II-lea, Mihai I. 
Prințul Karl Anton de Hohenzollern și principesa Josefina, părinții lui Carol, au avut 6 copii : Leopold, Stefania, Carol, Anton, Friederich și Maria. Al treilea lor copil, pe numele său Carol Ludovic de Hohenzollern, s-a născut în ziua de 7/20 aprilie 1839, a primit în familie o educație spartană, băieții fiind destinați unor cariere militare. Deviza acestei case era Nihil sine Deo (Nimic fără Dumnezeu) care a fost preluată și de către Dinastia Română.

## Carol I și Elisabeta
Carol I, după terminarea cursurilor secundare, a intrat la Școala de Cadeți din Münster (1856), apoi a urmat Școala de artilerie și geniu din Berlin (1857), a participat la cursuri de literatură franceză la Universitatea din Bonn (1863), iar în 1864 s-a distins ca ofițer în războiul împotriva Danemarcei. Când i s-a propus tronul României, în 1866 avea 27 ani și era locotenent în Regimentul al doilea de Dragoni ai Gărzii Prusace. Dupa ce a acceptat, însoțit de Ion Brătianu (sub un nume fals, Karl Hettingen) prințul a luat drumul României pe traseul Augsburg-München-Salzburg-Viena–Budapesta–Timișoara-Baziaș. Se profila războiul dintre Austria și Prusia, iar Carol, fiind ofițer în armata prusacă, se temea că ar putea fi arestat și împușcat. Drumul de la Baziaș până la București l-a făcut cu trăsura deoarece nu exista o rețea de cale ferată și a durat circa 24 de ore. Prințul a intrat în București pe ziua de 10 mai 1866 (devenită ulterior ziua Regelui).  
Prințul nu era dezamăgit de țara care-l adoptase. Lucrurile de care trebuia să se ocupe imediat erau numeroase și el s-a străduit să le facă cât mai bine. A construit poduri de fier (marea sa realizare fiind legătura feroviară între Fetești și Cernavodă, cu cele două poduri, peste brațul Borcea și peste Dunăre, toată lucrarea având o lungime de circa 21 km), o rețea de căi ferate, bănci de credit agricol, a mărit și modernizat armata, a ridicat moșii regale, biserici, școli. S-a preocupat de industria casnică pe care a dezvoltat-o. Capitala s-a dezvoltat și ea odată cu țara, luptele între partide, deși au continuat, au slăbit în intensitate. De numele său se leagă și câștigarea independenței de stat a României între 1877-1878 în luptele grele ce s-au dat la Plevna unde regele a avut comanda supremă participând alături de țarul Alexandru al II-lea al Rusiei și marele duce Nicolae. Din oțelul unui tun de la Plevna regele și-a făcut o coroană în amintirea acelor lupte în urma cărora România și-a proclamat independența la 10 mai 1877. 

Stema Regatului României (1872 - 1921)

În 1881 România se proclamă regat, iar Carol I devine astfel rege, domnia sa durând  48 de ani. 

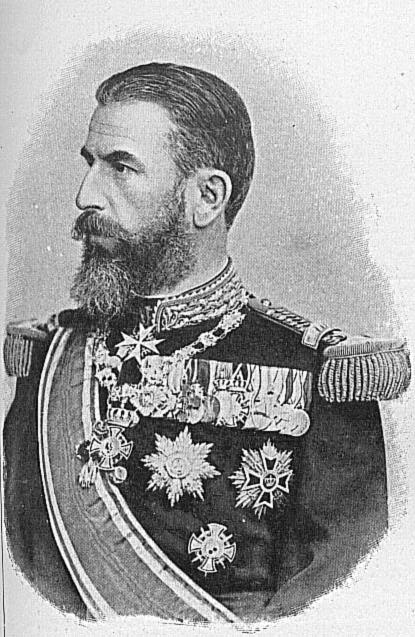
Carol I

Cea care avea să-i fie alături ca regină și soție a fost principesa Elisabeta de Neuwied, născută la 29 decembrie 1843 în castelul părintesc din Neuwied, lângă Rin, tată fiind prințul Herman de Wied și mamă, prințesa Maria de Wied. Ca poetă și-a ales ca pseudonim Carmen Sylva- carmen - poezie, cântec iar silva - padure, fiind expresia sentimentelor de dragoste față de universul copilăriei, petrecute în ținuturile Rinului și ale pădurii Monrepos . Ea s-a căsătorit cu domnitorul Carol în 1869, respectând Constituția României potrivit căreia prințul putea să aleagă doar o fată de viță nobilă străină. În 1870 se năștea singurul lor copil, o fată pe nume Maria care însă avea să moară înainte de a împlini 4 ani, de scarlatină
. Regina avea să-și amintească mereu chipul și surâsul fetiței în poezii precum Mama, Adesea mă uit la ușă. De menționat, aici sunt strânsa colaborare pe care a avut-o regina cu artiști precum George Enescu, (care-și avea propria cameră atât la castelul Peleș cât și la palatul Cotroceni), Vasile Alecsandri și Mihai Eminescu (cu care a avut un incident: fiind invitat la palat de  regină, aceasta i-a dat poetului să citească una din poeziile sale cerându-i apoi părerea, iar marele poet ar fi răspuns: „Majestate, în forma aceasta ar fi mai bine să nu fie publicată!” Regina indignată i-a spus „Uiți că vorbești cu regina României!”; iar poetul a ripostat: „Da, dar nu cu regina poeziei”.)  
Carol I s-a stins din viață la 27 septembrie 1914. În testamentul redactat la 14-25 februarie 1899 primul și ultimul gând al său a fost îndreptat către iubitul meu popor pentru care inima mea a bătut neîncetat și care a avut deplina încredere în mine, zi și noapte m-am gândit la fericirea României călăuzit fiind de deviza „Tot pentru țară, nimic pentru mine”, care a ajuns acum să ocupe o poziție vrednică între statele Europei. Regina Elisabeta a murit la 18 februarie 1916, după doi ani de singurătate și tristețe, ani în care dormea anume în apartamente înghețate, suferind de gripă și congestie pulmonară. Trupurile primilor doi regi ai României se află la biserica din Curtea de Argeș, ctitorie a lui Neagoe Basarab, restaurată de Carol I. Acolo zac între rege și regină, într-o cutiuță pirogravată de regina Maria osemintele micuței prințese Maria. Printre numeroasele realizări ale perechii regale se numără și Castelul Peleș, clădit între 1873-1883 în mijlocul uneia din cele mai frumoase priveliști ce se pot închipui, luând numele râului ce curge în apropiere, fiind mândria celor doi care adesea veneau cu drag în acel cuib de pace și liniște,  lucrat cu măiestrie de artistul german Stoerh și arhitectul ceh Karel Liman, în stilul neo-renașterii germane. Întrebat fiind dacă nu cumva castelul a fost construit prea aproape de graniță, Suveranul a răspuns:Poate nu va fi mereu această graniță. Cuvinte care aveau să se adeverească câțiva ani mai târziu, în 1918. În Castelul Peleș pot fi vizitate: Holul de Onoare, Sălile de Arme, Sala de Consilii, Cabinetul de Lucru, Sala Florentină, Salonul Turcesc, Sala de Teatru, Sala de Concerte.

## Ferdinand

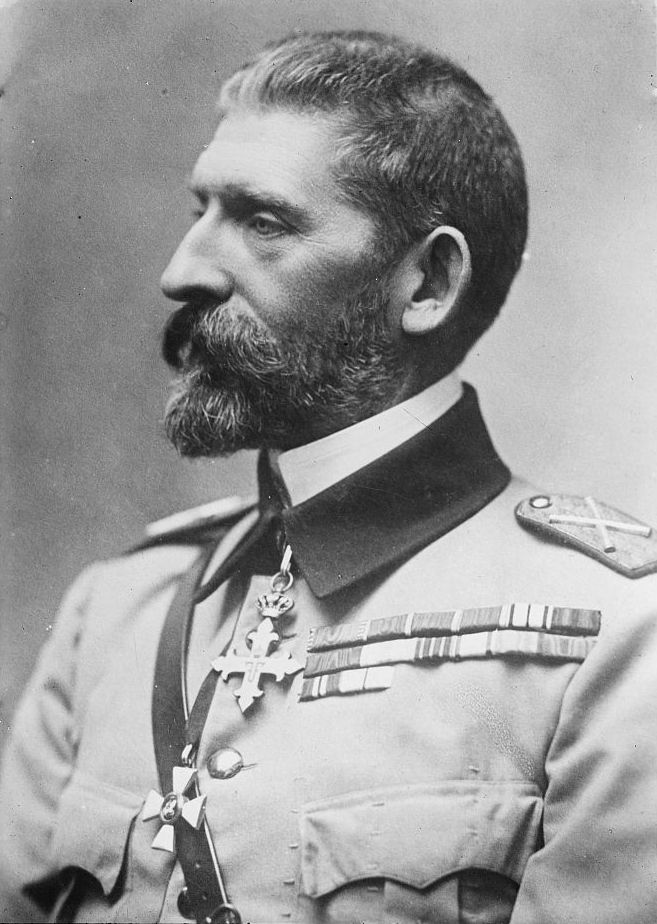
Ferdinand I

Întrucât în 1881 la proclamarea Regatului, Carol I și Elisabeta nu aveau nici un urmaș direct care să asigure continuitatea dinastiei, succesiunea s-a făcut din rândurile familiei regelui. Astfel a ajuns pe tronul României în 1914 Ferdinand I de Hohenzollern, născut în 1865, fiul cel mare al fratelui lui Carol I, Leopold. Ferdinand vine pentru prima oară în România în 1884, apoi se întoarce în țara natală, unde își continuă liceul la Düsseldorf, urmează cursurile Universității din Leipzig și Școala superioară de Științe Politice și Economice din Tübingen. Învață totodată cu profesorul Păun limba, literatura, istoria și geografia românilor, instruindu-se totodată și din punct de vedere militar. Își însușește limbile franceză, engleză și rusă, iar româna îi devine familiară, ținând cont că va fi în viitor regele românilor. Iată portretul făcut de profesorul V.D. Păun : bălai, năltuț, subțirel la trup, cu ochi albaștri, foarte blânzi, cu nasul arcat, semnul cel mai caracteristic al liniei șvabe de Hohenzollern cu expresia feței așa de fină și curată că ai crede-o de fată mare. Acest tânăr zvelt cu nasul coroiat al Acvilelor Negre, cu urechi foarte mari, ca niște pâlnii enorme sosește la București în anul 1889. Prins în anturajul regelui și al reginei care îl instruiau de aproape, el se îndrăgostește de frumoasa Elena Văcărescu, domnișoara de onoare a reginei Elisabeta, poetă și ea, ce descindea din vechea familie boierească a Văcăreștilor. Cea care le-a influențat și sprijinit idila a fost nimeni alta decât regina Elisabeta, romantică din fire, neluând în seamă statutul casei regale care a stabilit ferm prin lege că nu îngăduia căsătoria moștenitorului decât cu o fată străină. Consiliul de miniștri s-a împotrivit categoric în frunte cu prim-ministrul Lascăr Catargiu, moldovean vârstnic și cu o limbă lată care i-a spus reginei:Maiestate, aiasta nu se poate!, referindu-se la idila prințului cu frumoasa poetă. Cel care a intervenit autoritar a fost regele însuși, care a expediat-o pe regină la castelul natal din Neuwied pentru aproximativ doi ani, iar Ferdinand s-a dus la Castelul din Sigmaringen. Cât despre Elena Văcărescu, ea a fost pur si simplu exilată stabilindu-se pentru totdeauna în Franța. Corespondența celor doi îndrăgostiți va urma o viață întreagă prin scrisori în care ei își plângeau iubirea nedorită care însă nu a incetat niciodată. Pentru a-și stinge amarul, regele se căsătorește, respactând Constituția, cu prințesa Maria, născută în țara cețurilor dese, Marea Britanie, la 3 octombrie 1875 în castelul Eastwel Park din comitatul Kent, fiind primul copil al ducelui Alfred de Edinburg (fiul reginei Victoria) și al ducesei Maria (fiica țarului Alexandru al II-lea al Rusiei și a prințesei Maria de Hesse a Germaniei). Cei doi se căsătoresc în plină iarnă de decembrie 1892, Ferdinand având 27 de ani, iar Maria 17. Cel care însă i-a condus din umbră atent și sever, urmărindu-le fiecare pas și instruindu-i a fost însuși regele care le-a rezervat Palatul Cotroceni, iar la Sinaia, lângă superbul Castel Peleș, a construit după gustul preafrumoasei englezoaice, Castelul Pelișor care găzduiește Camera de Aur, Capela sau Dormitorul de Aur al Reginei, întregul palat fiind construit în stilul Art Nouveau. La moartea regelui Carol lumea era în prag de război, iar România trebuia să decidă de partea cui să intre: a Antantei (Anglia, Franța, Rusia) sau a Puterilor Centrale (Germania, Austro-Ungaria). Ferdinand ar fi înclinat spre Puterile Centrale fiind prusac de origine, crescut în spiritul războiului nemțesc. Însă în comparație cu firea neînduplecată și severă a unchiului său Carol, Ferdinand era stângaci, timid, șovăielnic, astfel că vulcanica sa soție, englezoaica Maria, l-a influențat puternic să accepte intrarea României de partea Antantei, ca o garanție a împlinirii visului de unitate național-statală. Așa se face că românii conduși de un monarh german au dat lupte grele începând din 1916, anul intrării în război, cu armatele germane și austro-ungare. Sfatul reginei Maria, ea însuși un ambasador de nădejde al țării ei natale, s-a dovedit a se adeveri. După calvarul războiului întregirii neamului românesc, s-a realizat epopeea Marii Uniri de la 1918. La Alba Iulia, în 15 octombrie 1922, după făurirea României Mari, regele Ferdinand împreună cu regina Maria au fost încoronați în Catedrala ortodoxă, ca Regi ai tuturor românilor de la Nistru la Tisa. Domnia regelui Ferdinand, cu toate că a durat doar 13 ani, Întregitorul sau Fidelul, cum i s-a spus, a dus țara spre o nouă treaptă de prosperitate, România având la moartea sa 17 milioane de locuitori și o suprafață de 295.000 km pătrați. Cel care dăduse pământ luptătorilor de la Mărășești, putea acum să moară liniștit. Deși scăpase de febra tifoidă ce-l lovise în 1897 rămăsese cu o paloare gălbuie și cu sechele toată viața. Lunga suferință pricinuită de un cancer la intestine s-a încheiat la Pelișor, cu cartea de rugăciuni pe genunchi, chinuit fiind și sufletește de escapadele și renunțarea la tron ale fiului mai mare, Carol II. Deși fusese inițial operat de un chirurg parizian, Suveranul se stinge din viață în 1927 la 63 de ani. A fost înmormântat tot la Curtea de Argeș în necropola regală. În urma sa a rămas o preafrumoasă soție (de care I. G. Duca în Amintiri Politice spunea: e o ființă de care trebuie să te sfiești, fiind strălucitoare la fizic ca și la moral, încât îți ia văzul, nimeni nu o poate întrece. De o frumusețe încântătoare, nu cred să fi fost în Europa multe femei care să se fi putut asemui cu ea…) și 6 copii. 

### Familia sa

#### Carol
Primul copil a fost Carol al II-lea, născut în data de 15 octombrie 1893, spre bucuria Regelui Carol I care îi purta o neasemuită afecțiune. 

#### Elisabeta
În 1894 se năștea cel de-al doilea copil, o fată care lua numele bunicii sale Elisabeta. Ea se căsătorește în 1921 cu Regele George al II-lea al Greciei care moare în 1947, însă cei doi divorțaseră în 1934. Elisabeta se întoarce în România stabilindu-se inițial la Castelul Peleș, locul unde a copilărit. Dorind însă să traiască singură, departe de aventurile grosolane ale fratelui mai mare, ea se stabilește în Banat în localitatea Banloc. Pleacă definitiv din țară în data de 4 ianuarie 1948 în trenul care ducea familia Regală (Regele Mihai, Regina mamă Elena, Principesa Ileana) în exil. S-a stabilit la Cannes pe Coasta de Azur unde și-a câștigat pâinea dând lecții de pian. S-a stins din viață la 14 noiembrie 1956 la vârsta de 62 de ani.

#### Mărioara
Cel de-al treilea copil, tot o fată, Mărioara (Mignon), s-a născut în anul 1900. În 1922 se căsătorește cu Regele Alexandru I Karagheorghevici al Iugoslaviei. A rămas însă văduvă în 1934, soțul ei fiind asasinat la Marsilia. A avut 3 copii: Petru al II-lea al Iugoslaviei (Rege între 1934-1945), Tomislav și Andrei. Anii exilului au fost grei și pentru ea, stabilindu-se abia în 1960 în Marea Britanie la inițiativa surorii sale Ileana. Acolo avea să-și găsească sfârșitul în anul 1961, nemaiputând revedea locurile natale. În 2013 rămășițele ei pământești au fost exhumate din Marea Britanie și înhumate în Serbia.

#### Nicolae
Al patrulea copil a fost Nicolae, născut în 1903. El s-a căsătorit în 1931 cu Ioana Doletti, fiica unor latifundiari din Tohani, pe ascuns, fapt ce a atras mânia fratelui său mai mare, Carol al II-lea, care l-a expulzat din țară, învinovățindu-și fratele pentru ceva ce el însuși făcuse. De altfel relațiile dintre cei doi nu au fost niciodată prea bune, Regina Maria încercând adesea să medieze desele lor conflicte. Nicky, cum îi spuneau cei dragi, nu a făcut niciodată abuz de puterea de care dispunea, neîncercând niciodată să ocupe tronul, din contră servind cu loialitate țara și fiind un bun sfătuitor al copilului Rege Mihai în anii când tatăl său părăsise tronul. În 1960, Ioana Doletti moare, iar Prințul se recăsătorește cu Thereza Figueira de Mello, alături de care va trăi ultimele decenii de viață în Elveția. A murit în iulie 1977, având aproape vârsta ilustrului său înaintaș Regele Carol I. Ultima sa dorință a fost ca osemintele să-i fie aduse în țară, dar deocamdată ele se află în cimitirul din Lausanne.

#### Ileana
Cel de-al cincilea copil a fost o fată, Ileana, născută în 1909. Ea se căsătorește în 1931 cu Principele Anton de Austria din casa de Habsburg, având cu acesta 6 copii. După ce divorțează, se căsătorește cu doctorul Ștefan Isărescu, iar după 1960 se călugărește, devenind maica Alexandra, fondatoare și apoi stareță a mănăstirii ortodoxe-române din Elywood City, în statul Pennsylvania. Moare în 1991, după ce vizitează România postrevoluționară, în special Castelul Bran atât de drag ei. A fost singurul, din cei cinci copii ai familiei Regale, care și-a revăzut țara natală.

#### Mircea
Cel de-al șaselea copil, Mircea s-a născut în anul 1913, însă a murit 3 ani mai târziu de febră tifoidă.

#### Regina Maria
După o viață de adânci trăiri, Regina s-a stins la 18 iulie 1938 la numai 62 de ani la Castelul Pelișor. După dorința ei, inima i-a fost învelită în vată formolizată, așezată într-o casetă de argint în greutate de 561 de grame, decorată cu 307 pietre prețioase, înfășurată de fii săi Carol și Nicolae în drapelele României și Angliei și depusă în biserica ortodoxă Stella Maris din grădina palatului de la Balcic, pe litoralul Mării Negre, din Cadrilater. După ce Cadrilaterul a fost cedat Bulgariei, în septembrie 1940, inima a fost adusă de Principesa Ileana la Castelul Regal din Bran. Inițial, mormântul (racla de marmură) a fost depus în bisericuța de lemn a reședinței regale, apoi, în 1941, a fost așezat într-o nișă săpată în stânca Măgurii Branului.  Pe 5 iulie 1968, Titus Hașdeu, directorul Muzeului Bran, însoțit de activiști de partid din Bran și Brașov, a profanat mormântul, a desfăcut casetele și a mutat inima Reginei în casa de bani a muzeului. Din 1970, inima a fost mutată la Muzeul Național de Istorie din București.

## Carol al II-lea

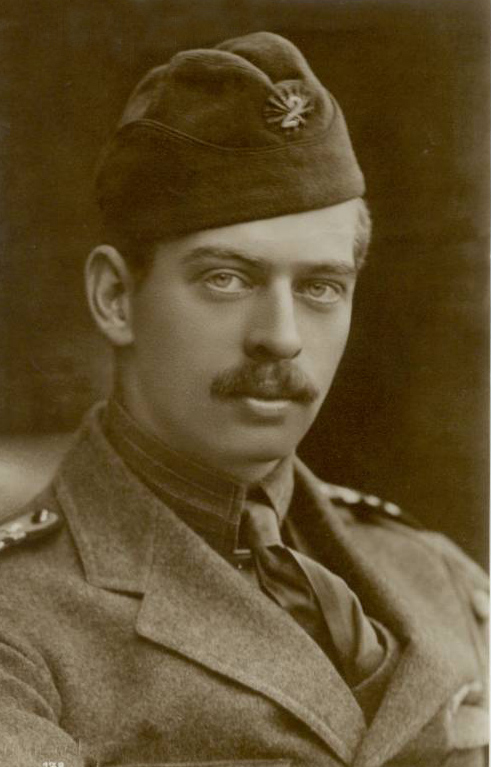
Regele Carol al II-lea

Următorul succesor pe tronul României avea să fie Carol al II-lea, regele român despre care s-au scris cele mai multe monografii. 
S-a născut la 15 octombrie 1893. Era botezat la 17 octombrie, cu alai mare, în Mănăstirea Sinaia. În 1913 urma Academia militară de la Potsdam, Germania, iar la 20 de ani, când se stingea Carol I, vlăstarul regal care-i purta numele, era un june înalt, zvelt, prestant, foarte cultivat și instruit, de o personalitate debordantă. A urmat apoi o tinerețe trăită la maxim care a provocat multă suferință și indignare în rândurile Casei Regale. Prima sa căsătorie a fost îndelung contestată întrucât aleasa era o româncă Ioana (Zizi) Lambrino, care provenea dintr-o familie aristocratică greco–bizantină. Carol hotărăște fără știrea părinților să se căsătorească cu aceasta, părăsește garnizoana din Târgu Neamț și deghizat în ofițer rus pleacă împreună cu Zizi la Odessa, unde în mare taină, la 31 august 1918 se căsătoresc după regulile rusești, reguli opuse legilor civile românești în materie. Ferdinand și Maria aflând vestea iau imediat măsuri drastice, pe Carol trimițându-l la Mănăstirea Horaița, îndepărtându-l de soția sa cu care însă a reușit să mențină legătura prin scrisori de o mare intensitate emoțională. În ianuarie 1919, mariajul cu Zizi este anulat de Tribunalul Ilfov, astfel că principele Carol este salvat de la excluderea din Casa Regală. În 1920 se naște Carol Mircea, rodul acestei legături, care este tatăl lui Paul Lambrino. Nemaiavând altă alternativă, Zizi trebuie să ia calea exilului în brațe cu un copil mic, nemaiîntorcându-se în țară, la fel ca Elena Văcărescu. A doua căsătorie, una legală dinastic de această dată (respectând legile civile românești ), a fost cu Elena, Prințesă a Greciei, fiica regelui Constantin. Cei doi se căsătoresc la 10 mai 1921, iar la nici opt luni s-a născut unicul lor fiu, Mihai I. Între Elena și Carol exista însă o răceală încă de la început, care odată cu trecerea anilor s-a înrăutățit, la acest lucru contribuind și Elena Magda Lupescu, fiica unui evreu creștinat pe care Carol o cunoaște în 1922 și care avea să-i domine viața până la moarte. Astfel el părăsea o Elena regală pentru o Elena frivolă din popor care va purta diferite nume precum Lupeasca sau Duduia, ultimul fiind apelativul cu care i se adresa Carol. În 1925 amanta Lupescu a plecat din țară, iar Carol a urmat-o la Paris și Veneția, de unde îl anunță pe rege că renunță la toate obligațiile de principe moștenitor, pentru a doua oară de data aceasta. Încă o lovitură grea pentru preaîncercații săi părinți și țară. A treia căsătorie are loc mult mai târziu cu Elena Lupescu, spre apusul vieții lor, după ce Carol conviețuise cu ea timp de 28 de ani. Ea a trăit cu Carol timp de 10 ani, 1930-1940, ca regină, nerecunoscută și neîncoronată însă, apoi îl urmează fidelă în exil prin America și Occident, unde în 1949 se cunună religios în vila lor din Estoril, Portugalia, asistați de un preot ortodox. Carol se stinge din viață în 1953 la 59 de ani. Marea lui dragoste, Elena Lupescu, devenită Elena de Hohenzollern, i-a supraviețuit un sfert de secol până în 1977. Trupurile lor au fost aduse de curând în România, acțiune sprijinită de nepotul regelui, Paul Lambrino, Carol fiind înmormântat într-o capelă în curtea Mănăstirii Curtea de Argeș, iar Elena Lupescu într-un cimitir apropiat.
România a atins între 1937 și 1938 cel mai înalt prag de dezvoltare economică, situându-se în fruntea țărilor exportatoare de grâu și nu numai. În timpul domniei lui Carol al II-lea  cultura a primit un sprijin fără precedent, devenind una dintre principalele preocupări ale regelui. Spre sfârșitul domniei Carol a fost un rege autoritar, dizolvând partidele în 1938 și înființând unul subordonat regelui, numit Frontul Renașterii Naționale. Fiind cunoscut pentru atitudinea sa potrivnică atât către comuniști cât și către legionari, uciderea lui Corneliu Zelea Codreanu se presupune  că ar fi fost din comanda sa. Se presupune chiar că ar fi avut 3 întâlniri cu Hitler, care căuta în regele român un aliat.

## Mihai I

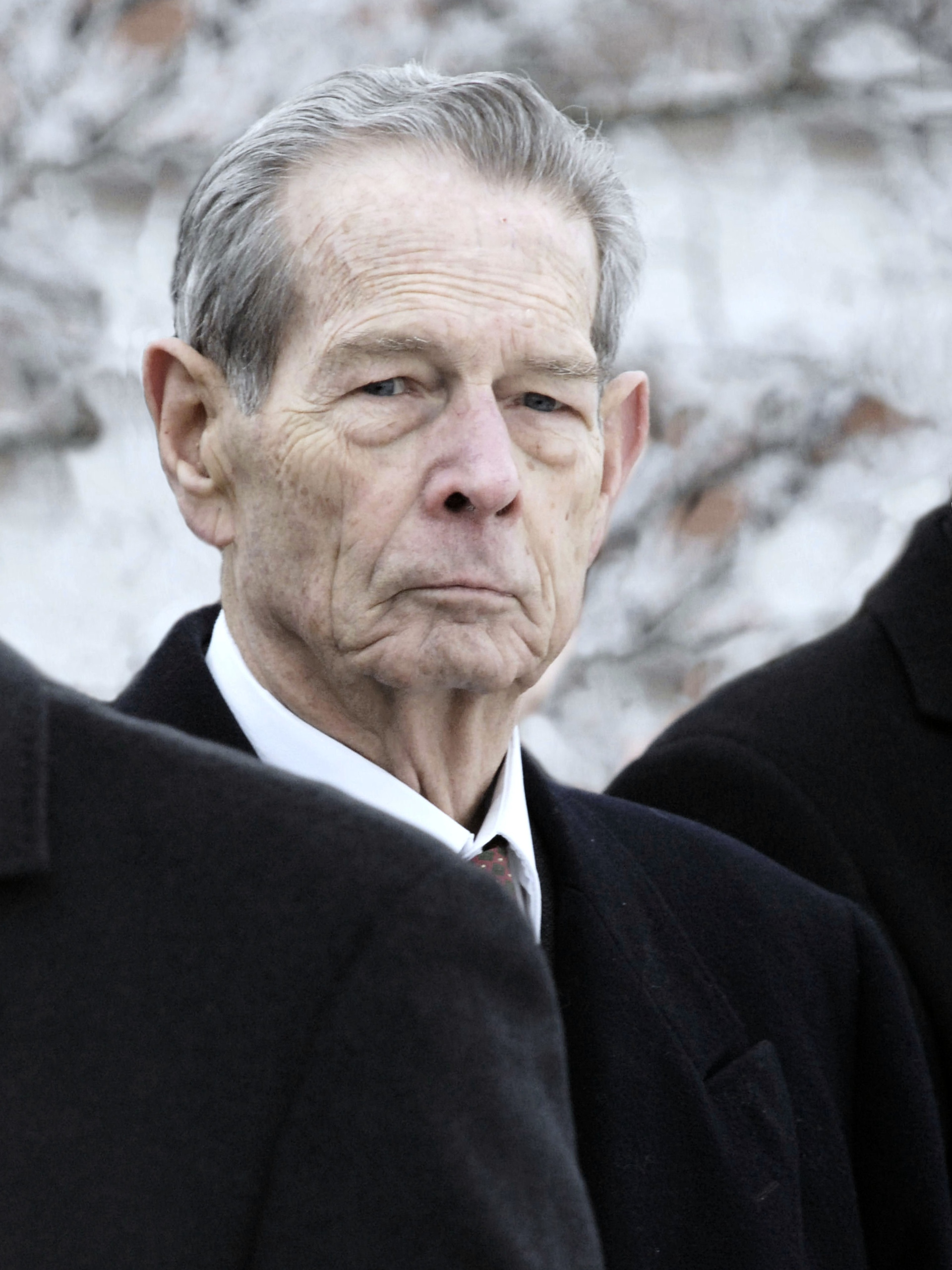
Regele Mihai I

Al patrulea rege din dinastia Hohenzollern-Sigmaringen a văzut lumina zilei la 25 octombrie 1921 la Sinaia, fiind fiul legitim al prințului moștenitor Carol și al Elenei, principesă a Greciei. Devine Rege la numai 6 ani întrucât tatăl său renunțase la Tron și se autoexilase. Astfel, în 1927 România avea un rege copil care conducea țara prin consiliul de regență format din principele Nicolae (fratele lui Carol), patriarhul Miron Cristea și primul președinte al Curții de Casație, Gheorghe Buzdugan. Carol, însă, se întoarce în țară și cu ajutorul unor politicieni și ofițeri este proclamat Rege la 8 iunie 1930. Fostul copil-rege Mihai I, a devenit la 9 ani din nou prinț moștenitor, tatăl său conferindu-i nou creatul titlu de Mare Voievod de Alba Iulia. În cei 10 ani cât a domnit tatăl său, 1930–1940, Mihai a trăit în umbra părintelui său, împreună cu veșnica amantă Elena Lupescu, departe de mama sa, care era în Italia, și căreia i se îngăduia să-și vadă copilul doar câteva luni pe an. La 6 septembrie 1940, regele a fost obligat să abdice în favoarea fiului său, care până la 30 decembrie 1947 este pentru a doua oară Rege al României. Plecând însă omul în a cărui umbră trăise, Mihai rămâne debusolat și cade în captivitatea altui bărbat autoritar, generalul Ion Antonescu. În convorbirile cu scriitorul Mircea Ciobanu, Regele Mihai spunea: „după plecarea regelui am simțit că intru într-o lume plină de primejdii”. Izolat de viața publică, Mihai află în iunie 1941 că România declarase război Uniunii Sovietice — Antonescu guverna țara fără a ține cont de rege și fără a-i cere aprobarea, nici măcar pentru astfel de decizii importante. În acea perioadă, Mihai însă s-a maturizat rapid. După dezastrul de la Stalingrad, care a marcat primul moment în care victoria germană nu mai era considerată sigură, regele Mihai, alături de principalii reprezentanți ai opoziției, au început să se gândească la îndepărtarea Mareșalului de la putere, iar momentul s-a ivit în 1944, în timpul ofensivei sovietice, când, la 23 august, primit în audienta de Suveran la Palatul Regal, Antonescu refuză să ceară imediat armistițiul ori să-și dea demisia și, în consecință, a fost arestat. Adolf Hitler a ordonat prinderea regelui viu sau mort, Palatul Regal fiind bombardat de armata germană. Se consideră că datorită actului de la 23 august 1944, războiul antihitlerist a fost scurtat cu circa 6 luni. Câștigând teren în România, Rusia a impus un guvern în frunte cu Petru Groza. Când comuniștii și-au întărit îndeajuns poziția, au făcut presiuni asupra Suveranului să părăsească Tronul, primul-ministru Petru Groza și secretarul general al partidului Gheorghe Gheorghiu-Dej șantajându-l pe Rege, la 30 decembrie, că dacă nu își semnează abdicarea în acea noapte vor fi omorâți 1000 de studenți arestați pentru că manifestaseră în favoarea Regelui. În această situație gravă Mihai a spus: Nu va curge sânge din pricina mea! și a semnat abdicarea. După câteva zile, însoțit de Regina mamă Elena, de mătușile Ileana și Elisabeta, Regele părăsește țara. În noaptea de 3 spre 4 ianuarie 1948, la granița româno-iugoslavă,trenul Suveranului a fost oprit detașându-se vagoanele cu bagaje. Așa că Regele Mihai a ajuns în străinătate numai cu hainele de pe el. Și totuși , comuniștii aveau să țese tot felul de povești legate de bogățiile pe care le-ar fi furat. În exil, Regele alungat și-a câștigat pâinea lucrând ca pilot de încercare, apoi broker într-o firmă greco-germană. 
S-a căsătorit cu Regina Ana a României cu care are cinci fete: Margareta, Elena, Irina, Sofia, Maria și cinci nepoți: Nicolae și Elisabeta Karina (copiii principesei Elena), Mihai și Angelica (copiii principesei Irina) și Elisabeta-Maria Bianca Elena (fata principesei Sofia). 
Regele Mihai a decedat la domiciliul său din Elveția pe data de 5 decembrie 2017, la vârsta de 96 de ani.

## Familia Regală a României, azi

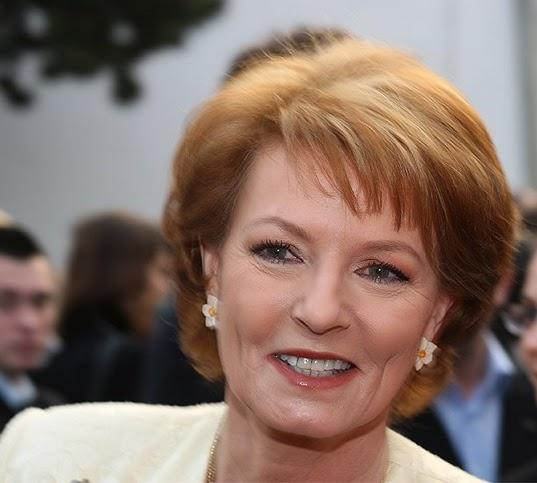
Majestatea Sa Margareta, Custode al Coroanei române

În conformitate cu „Normele Fundamentale ale Familiei Regale a României”, statut promulgat de  Regele Mihai I la 30 decembrie 2007, moștenitorul funcției de Șef al Casei Regale a României este fiica sa cea mare, ASR Principesa Margareta a României. În ceea ce privește titlul de Suveran al României (rege sau regină), prin noul statut s-a renunțat la practica legii salice, Coroana României trecând de la Șeful Casei Regale la primul născut bărbat, iar în lipsa unui bărbat, la prima născută femeie. (v. „Ordinea de succesiune la tronul României după principiul primogeniturii cognatice cu preferință masculină”).
Printr-un comunicat dat publicității la data de 2 martie 2016, Regele Mihai a anunțat că, având în vedere vârsta sa înaintată și un serios diagnostic medical („carcinom epidermoid metastazant” și „leucemie cronică”), fiica sa ce mare, ASR Principesa Margareta, Custodele Coroanei, „va duce la îndeplinire acțiunile sale publice”.
Prin decesul Regelui Mihai I, conform „Normelor Fundamentale”, art. 1, par. 2, Principesa, ca Moștenitoare și Custode al Coroanei române „va primi din acea clipă titlul și apelativul de [...] Regină, indiferent de poziția Familiei ca dinastie domnitoare sau ne-domnitoare și indiferent dacă, mai târziu, va alege sau nu să nu folosească un asemenea titlu sau apelativ.”. Actualmente, conform paginii de internet a Familiei Regale, titlul oficial folosit de principesă este „Majestatea Sa Margareta, Custode al Coroanei române”.
După revenirea în România (petrecută în 1997), activitatea publică a Familiei Regale a României poate fi urmărită pe blog-ul oficial: romaniaregala.ro (actualizat zilnic), precum și pe pagina de internet oficială: casamajestatiisale.ro, ambele constituind surse directe de informare.

### Raportul Casei Regale cu Statul român
La 29 octombrie 2018, Camera Deputaților a adoptat tacit propunerea legislativă a PSD-ALDE, pentru înființarea instituției pentru promovarea valorilor naționale "Regele Mihai I", care prevede înființarea, organizarea și funcționarea acestei structuri ca autoritate administrativă autonomă, cu personalitate juridică, sub control parlamentar, finanțată de la bugetul de stat și din venituri proprii. Conducerea acestei instituții este asigurată de un director, numit și revocat din funcție de către Parlament, în ședință comună a celor două Camere, la propunerea Custodelui Coroanei României, cu votul majorității parlamentarilor prezenți. Anual se alocă acestei instituții, de la bugetul de stat, prin bugetul Senatului, o sumă în lei, echivalentă cu 860.000 de euro. 
Încă de la data propunerii sale, acestei inițiative legislative i-au fost aduse o serie de critici, atât de natură constituțională (în raport cu prevederile actualei Constituții), cât și infraconstituțională (cu privire la dreptul de administrare a Palatului "Elisabeta").